# Все, способные дышать дыхание
«Все, способные дышать дыхание» — роман писательницы Линор Горалик. Выпущен в 2019 году (издательство «АСТ»). Удостоен приза критического жюри литературной премии НОС (2019), в том же году вошёл в шорт-лист премии «Большая книга» и премии Андрея Белого.

## Название
Название является аллюзией к фразе «Все, способные держать оружие».
Дыхание включено в него, потому что именно оно после асона является главным объединяющим принципом нового общества, признаком, по которому существо причисляют к живым, к достойным помощи и сочувствия: «если ты дышишь — ты один из нас».

## Сюжет
В романе ведётся повествование о жизни Израиля после «асона» (с ивр. — катастрофа), трагедии, повлекшей за собой тяжёлые и странные новые феномены — «радужную болезнь», песчаные слоистые бури «буша-вэ-хирпа», а главное последствие асона: животные обрели речь. Они не стали умными, просвещёнными, они остались зверями, которые научились говорить и выражать то, что они знают, думают и чувствуют. Некоторые из них (например, еноты) быстро учатся и умнеют, тогда как другие (к примеру, кролики) не развиваются и остаются просто заговорившими животными. Необходимо научиться сосуществовать с ними, учитывать их мнение. Животные, как и люди, в условиях происходящей катастрофы думают, ненавидят, страдают и заслуживают сопереживания. Как выживать в этом новом мире, пытаясь остаться хорошим человеком? Для многих поиск ответа на этот вопрос представляет собой непростое испытание.
В романе нет главного героя или единой сюжетной линии. Стилистически он очень разрознен: есть главы, написанные в форме диалогов; отрывки из учебников; журнальные колонки о новых реалиях; идеи для возможных научных исследований; но в основном это зарисовки и отрывки из жизни как людей, так и животных, с их проблемами, переживаниями и мыслями.
Неудивительно, что главным героем книги сама автор называет эмпатию — это роман о попытке слушать и понимать друг друга, проверять на прочность систему ценностей, пересматривать границу человечности и живого вообще.

## Признаки асона
Асон — это апокалипсис, произошедший незадолго до начала событий, описываемых в романе. Сложно определить, в чём именно он заключается, поэтому обсуждаются разнообразные признаки асона. Несколько наиболее важных из них:
1. Израиль проиграл разрушительную войну на своей территории.
2. Произошло «ашмад’ат арим» — «оседание городов», в ходе которого многие города страны обрушились по непонятным причинам. В результате большая часть населения переселилась в лагеря беженцев.
3. Попытки оказать Израилю помощь извне проваливаются.
4. Появилась «радужная болезнь», «радужка», которая вызывает радужные разводы на коже и хроническую головную боль. В качестве лекарства от неё принимают «Рокасет» — препарат, содержащий парацетамол, кодеин и кофеин.
5. Появились «слоистые бури», «буша-вэ-хирпа» («стыд и позор», ивр.), обдирающие кожу и вызывающие у человека сильное чувство стыда за само своё существование, за свои мысли и поступки.
6. Животные обрели речь. Говорящих животных в романе называют бадшабами (сокр. от ивр. «бааль дибур шэ-эйно бен адам» — «обладатель речи, не являющийся человеком»).

Некоторые признаки асона произошли и в других странах — например, животные заговорили также в России и Украине, оседание городов было замечено в США, «буша-вэ-хирпа» в Великобритании и Бразилии, и т. д. — но только в Израиле сосуществуют одновременно все признаки катастрофы.